# R. Williams Parry
Robert Williams Parry (6 mars 1884 - 4 janvier 1956) est l'un des poètes les plus notables du Pays de Galles du XXe siècle, écrivant en gallois.

## Biographie
R. Williams Parry est né à Talysarn, à Dyffryn Nantlle, cousin germain de Thomas H. Parry-Williams et de Sir Thomas Parry . Il étudie à l'école primaire de Talysarn, puis à l'école du comté de Caernarfon de 1896 à 1898, et un an à la nouvelle école du comté de Pen-y-groes, puis est élève-enseignant de 1899 à 1902. Il va à l'Université d'Aberystwyth de 1902 à 1904, partant après avoir suivi le cursus et une formation d'enseignant. Après avoir travaillé comme enseignant dans diverses écoles jusqu'en 1907, il obtient son diplôme à l'Université de Bangor, puis de 1908 à 1910 enseigne le gallois et l'anglais à l'école du comté de Llanberis. Il retourne à l'université de Bangor et passe quelques mois en Bretagne pour préparer une maîtrise, qu'il obtient en 1912 pour une thèse sur les points de contact entre le gallois et le breton, puis reprend son travail d'enseignant à Cefnddwysarn, puis à l'école du comté de Barry, et est nommé maître d'anglais à Cardiff High School for Boys en 1916. Parry sert dans l'armée de 1916 à 1918, retournant  à Cardiff, à la démobilisation, et en 1921 est nommé directeur de l'Oakley Park School dans le Montgomeryshire. Il part au début de 1922 après avoir été nommé chargé de cours dans les départements d'études galloises et extra-murales de l'University College Bangor, où il reste jusqu'à sa retraite en 1944 .

## Publications
Parry acquiert une large reconnaissance en tant que poète lorsqu'il remporte la chaire du National Eisteddfod de 1910 pour son poème "Yr Haf" ("L'été"), qui est décrit comme "le plus connu et le plus admiré de tous les eisteddfod awdlau du XXe siècle". Il publie deux recueils de poésie; Yr Haf a cherddi eraill (1924) et Cerddi'r Gaeaf (1952).
Il est l'auteur de "Y Llwynog" (The Fox), "Eifionydd" et "Englynion coffa Hedd Wyn ". Dans ce dernier, il utilise le vers traditionnel à quatre vers ou englyn et cynghanedd pour déplorer la mort du poète Ellis Humphrey Evans à la bataille de Passchendaele en 1917. Evans reçoit à titre posthume la chaire du National Eisteddfod of Wales.